# Новинка (Орловская область)
Новинка — деревня в Ливенском районе Орловской области России.
Входит в состав Островского сельского поселения.

## География
Находится на левом берегу речки южнее деревни Сторожевая, с которой соединена просёлочной дорогой.

## Население
| 2010 |
| ---- |
| 5    |